# Parigi-Camembert 2013
La Parigi-Camembert 2013, settantaquattresima edizione della corsa e valida come evento del circuito UCI Europe Tour 2013 categoria 1.1, fu disputata il 9 aprile 2013, per un percorso totale di 206,5 km. Fu vinta dal francese Pierrick Fédrigo, al traguardo con il tempo di 4h53'35" alla media di 42,2 km/h.
Al traguardo 62 ciclisti portarono a termine il percorso.

## Squadre e corridori partecipanti
| N.      | Cod. | Squadra                      |
| ------- | ---- | ---------------------------- |
| 1-8     | LPM  | La Pomme Marseille           |
| 11-18   | ALM  | AG2R La Mondiale             |
| 21-28   | EUS  | Euskaltel-Euskadi            |
| 31-38   | EUC  | Team Europcar                |
| 41-48   | SOJ  | Sojasun                      |
| 51-58   | RAL  | Team Raleigh                 |
| 61-68   | MMM  | Team 3M                      |
| 71-78   | RLM  | Roubaix-Lille Metropole      |
| 81-88   | CCD  | Team Differdange-Losch       |
| 91-98   | TSV  | Topsport Vlaanderen-Baloise  |
| 101-108 | BSE  | Bretagne-Séché Environnement |
| 111-118 | COF  | Cofidis, Solutions Credits   |
| 121-128 | FDJ  | FDJ                          |
| 131-138 | BIG  | BigMat-Auber 93              |

## Ordine d'arrivo (Top 10)
| Pos. | Corridore         | Squadra       | Tempo    |
| ---- | ----------------- | ------------- | -------- |
| 1    | Pierrick Fédrigo  | FDJ           | 4h53'35" |
| 2    | Sylvain Georges   | AG2R La Mond. | s.t.     |
| 3    | Pierre Rolland    | Europcar      | s.t.     |
| 4    | Julien Antomarchi | La Pomme Mar. | s.t.     |
| 5    | Bryan Coquard     | Europcar      | a 21"    |
| 6    | Anthony Geslin    | FDJ           | s.t.     |
| 7    | Julien Simon      | Sojasun       | s.t.     |
| 8    | Samuel Dumoulin   | AG2R La Mond. | s.t.     |
| 9    | Julien El Fares   | Sojasun       | s.t.     |
| 10   | Thomas Moses      | Team Raleigh  | s.t.     |